# Кочубей, Владимир Михайлович
Владимир Михайлович Кочубей (25 мая 1907, с. Владимирова, Николаевский уезд, Херсонская губерния, Украина — ?) — советский военачальник, полковник (14 февраля 1943), участник Советско-финляндской и Великой Отечественной войн.

## Биография
В ноябре 1929 года вступил в ряды Рабоче-крестьянской Красной армии и служил в 15-м артиллерийском полку 15-й Сивашской стрелковой дивизии Украинского военного округа в городе Николаев. В 1931 году окончил учебный дивизион в этом полку.
После прохождения обучения, в 1932 году вступил в должность командира отдельного взвода связи 115-го зенитно-артиллерийского полка ПВО в Ленинграде, затем был назначен командиром батареи 15-го стрелкового батальона Ленинградского военного округа. В 1935 году окончил Курсы усовершенствования командного состава зенитной артиллерии в Москве и служил командиром зенитного дивизиона в 180-м зенитно-артиллерийском полку ПВО в Ленинграде.
Во время советско-финляндской войны 1939—1940 года исполнял должность начальника штаба 189-го зенитного артиллерийского полка ПВО в Ленинграде, а 26 февраля 1941 года был назначен командиром 27-го отдельного зенитного артиллерийского дивизиона 19-го стрелкового корпуса Ленинградского военного округа.
Во время Великой Отечественной, во главе этого же 27-го отдельного зенитно-артиллерийского дивизиона, с августа 1941 года, в составе Ленинградского фронта участвовал в битве за Ленинград. Части дивизиона участвовали в боях на Карельском перешейке, на северо-востоке Выборга, а также на северо-западных подступах к Ленинграду. С июля 1942 года Кочубей занимал должность командира 242-го армейского зенитно-артиллерийского полка 62-й армии, с которой участвовал в битве при Сталинграде в составе Сталинградского фронта.
5 января 1943 года был назначен командиром 13-й зенитно-артиллерийской дивизии РГК, которая в составе 61-й, 50-й и 3-й армий принимала участие в Орловской, Брянской, Гомельско-Речицкой, Рогачёвско-Жлобинской наступательных операциях. 24 февраля 1943 года за освобождение города Рогачёв дивизии было присвоено название «Рогачёвская».
В августе 1944 года дивизия вошла в состав 8-й гвардейской армии 1-го Белорусского фронта и участвовала в боях на Мангушевском плацдарме. В январе 1945 года дивизия принимала участие в Варшавско-Познанской, Восточно-Померанской и Берлинской наступательных операциях.
За успешное выполнение боевых задач Кочубей был награждён: 7 мая 1945 — Орденом Красного Знамени, 6 апреля 1945 — Орден Суворова 2-й степени, 18 июля 1945 года — Орденом Александра Невского.
Окончив Высшие академические артиллерийские курсы при Артиллерийской академии им. Ф. Э. Дзержинского, в марте 1946 года он был назначен командиром 13-й зенитно-артиллерийской дивизии 8-й гвардейской армии, а в мае 1948 года — командиром 72-й зенитно-артиллерийской дивизии 7-й гвардейской армии.
23 августа 1956 года был уволен в отставку.

## Награды[1]
- Орден Ленина
- 3 Ордена Красного Знамени
- Орден Александра Невского
- Орден Отечественной войны I степени
- Орден Красной Звезды
- Медаль «За оборону Ленинграда»
- Медаль «За оборону Сталинграда»
- Медаль «За освобождение Варшавы»
- Медаль "За взятие Берлина
- Медаль «За победу над Германией в Великой Отечественной войне 1941—1945 гг.» (09.05.1945).